# Billingham
Billingham è una cittadina di 35.765 abitanti della contea di Durham, in Inghilterra.